# Кладбище Копли
Кладбище Ко́пли (эст. Kopli kalmistu, в Российской империи — Ци́гельско́ппельское кладбище (нем. Friedhof von Ziegelskoppel, Kirchhof von Ziegelskoppel)) — исторический некрополь в Таллине, крупнейшее в Эстонии захоронение балтийских немцев, принадлежавших к лютеранскому приходу Нигулисте, расположенное на окраине микрорайона Копли. В настоящее время территория бывшего кладбища является парком (эст. Kopli kalmistupark). 

## Основание и использование кладбища

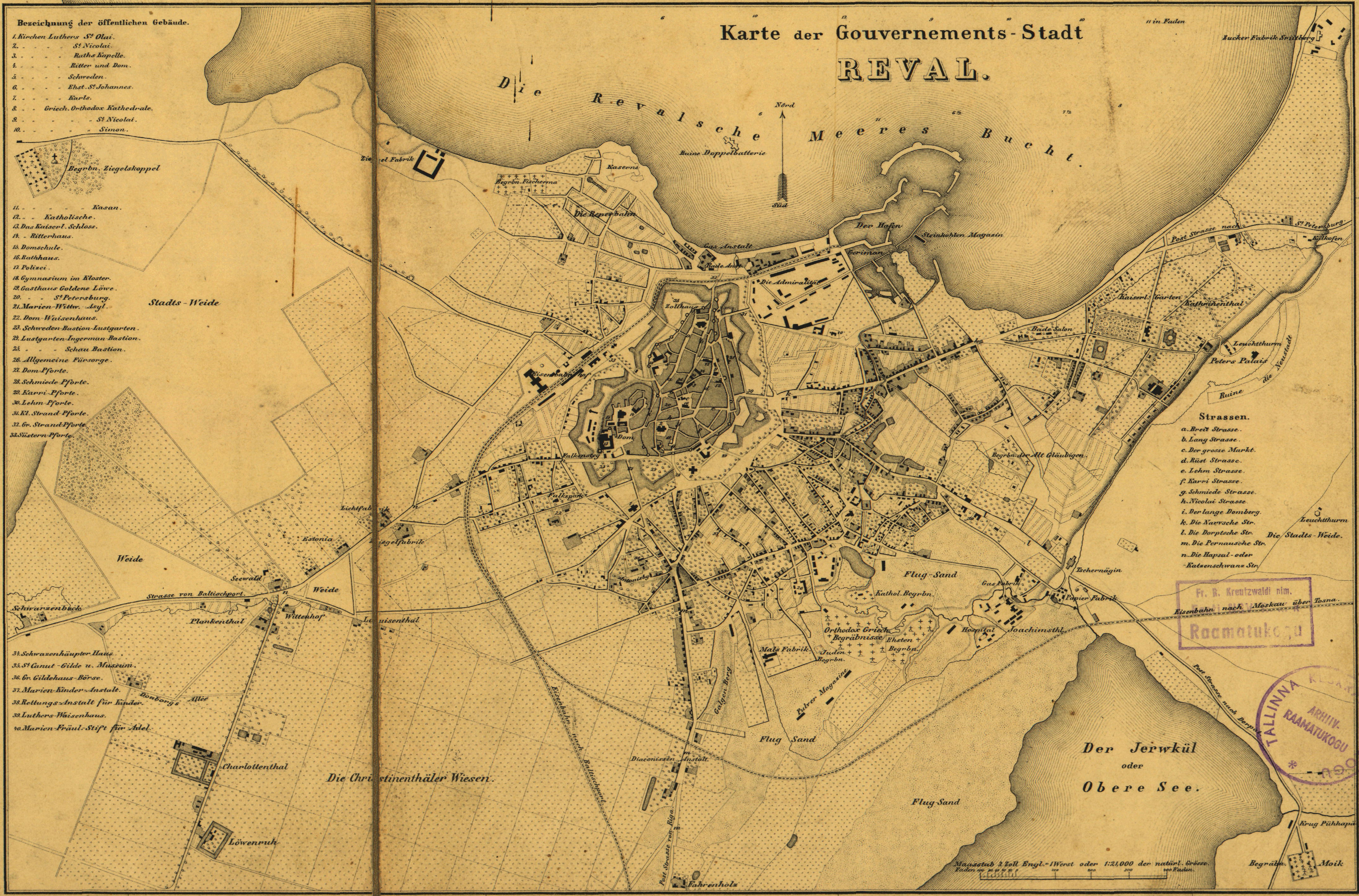
Кладбище Копли (Begrbn Ziegelskoppel) на карте 1876 года

Между 1771 и 1772 годами Екатерина II, императрица Российской империи, издала указ, которым постановила, что с этого момента никто из умерших (независимо от их социального положения и происхождения) не может быть похоронен в склепе церкви или на кладбище при городской церкви. Все захоронения должны происходить за пределами городской черты, такие кладбища планировалось организовать по всей территории Российской империи. Эти меры были направлены на преодоление перегрузки городских склепов и церковных кладбищ и были вызваны несколькими вспышками заразных болезней, связанных с недостатком практики захоронения в городских районах, особенно «чёрной смерти», которая привела к чумному бунту в Москве в 1771 году. В связи с этим в 1774 году в Копли было организовано кладбище на окраине Ревеля. Кладбище было разделено на две части: западная часть использовалась для захоронения прихожан церкви Святого Николая, а восточная часть предназначалась для прихожан церкви Святого Олафа. 
Первым захоронным на кладбище Копли 16 октября 1774 года был художник датского происхождения Гильдебранд Гильдебрандсен (Hildebrand Hildebrandsen). 
В источниках 1939 года кладбище Копли упоминается как кладбище Нигулисте-Олевисте (эст. Niguliste-Oleviste surnuaed).
Кладбище выполняло свои функции на протяжении 170 лет для многих балтийских немцев, умерших в городе между 1774 и 1944 годами.

## Братское кладбище Северо-Западной армии

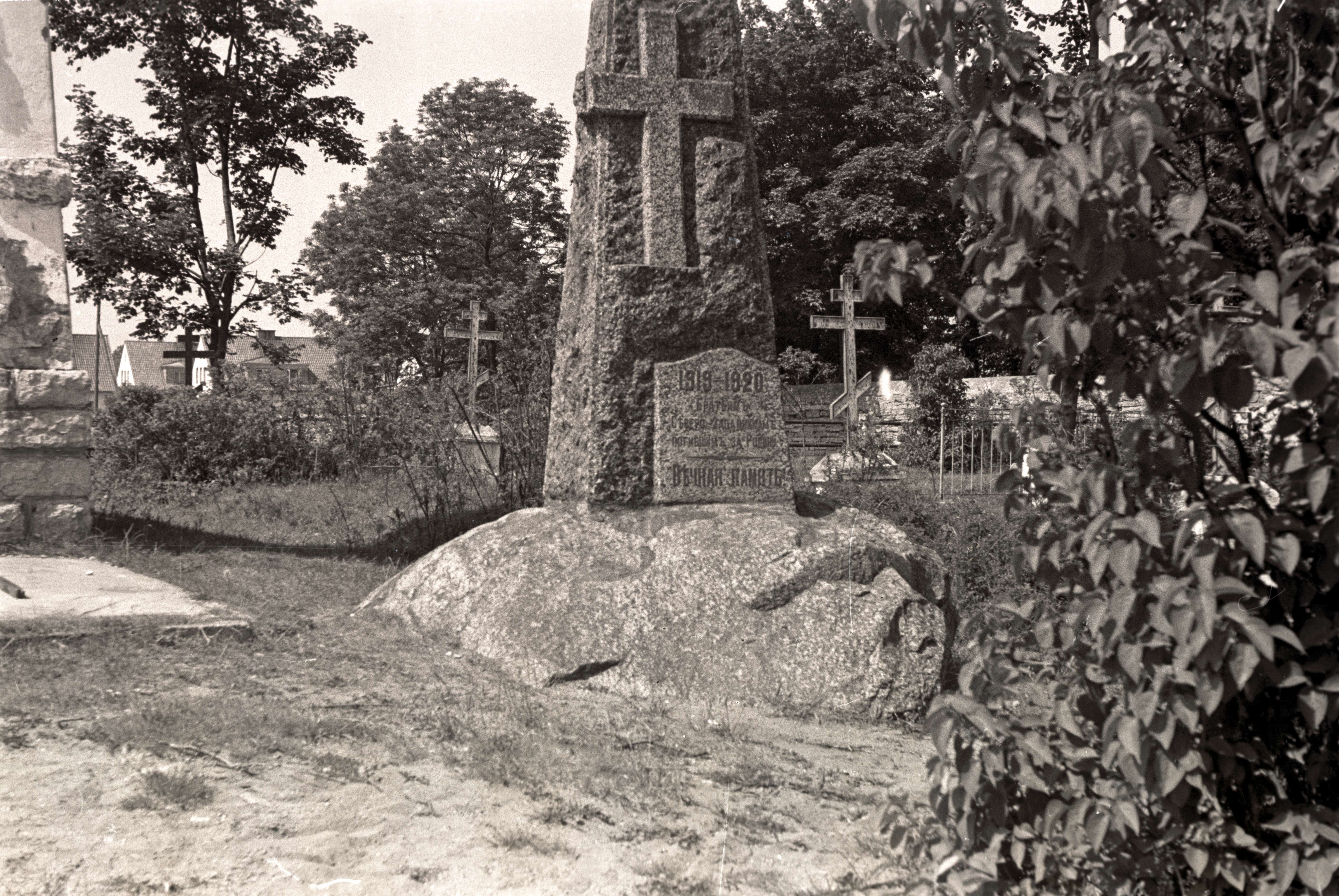
Памятник павшим воинам СЗА на кладбище Копли

С 1921 года на южной окраине кладбища находилось захоронение нижних чинов и офицеров Северо-Западной армии (армии Юденича), в основном скончавшимся от тифа в коплиских военных госпиталях. Предположительно здесь было захоронено около 700 человек. С середины 1920-х годов на этом участке проводились поминальные богослужения, на братской могиле был установлен мемориальный знак. В 1936 году на территории кладбища была возведена поминальная часовня святого Георгия (эст. Püha Jüri kabel, архитектор А. И. Владовский), которую советские власти снесли в 1946 году. Часовня была восстановлена в конце 2022 года.
Воссоздание часовни прошло под лозунгом поминовения русских, павших в борьбе за государственную независимость Эстонии. Вместе с тем, разбитые после наступления на Петроград части северо-западников, отступившие на территорию Эстонии, по условиям заключённого в феврале 1920 года Тартуского мирного договора между РСФСР и Эстонией, были разоружены и интернированы в Россию, где подверглись репрессиям.

## Последние захоронения
В 1939 году на кладбище были тысячи хорошо сохранившихся могил многих известных жителей Таллина.
Погребения на кладбище резко сократились после репатриации десятков тысяч балтийских немцев из Эстонии и Латвии в конце 1939 года в районы оккупированной западной Польши (Рейхсгау Вартеланд) в соответствии с пактом Молотова — Риббентропа.
Погребения на кладбище продолжались, но в гораздо меньших масштабах, до 1944 года, главным образом среди тех балтийских немцев, которые не покинули регион.

Кладбище Копли в начале XX века
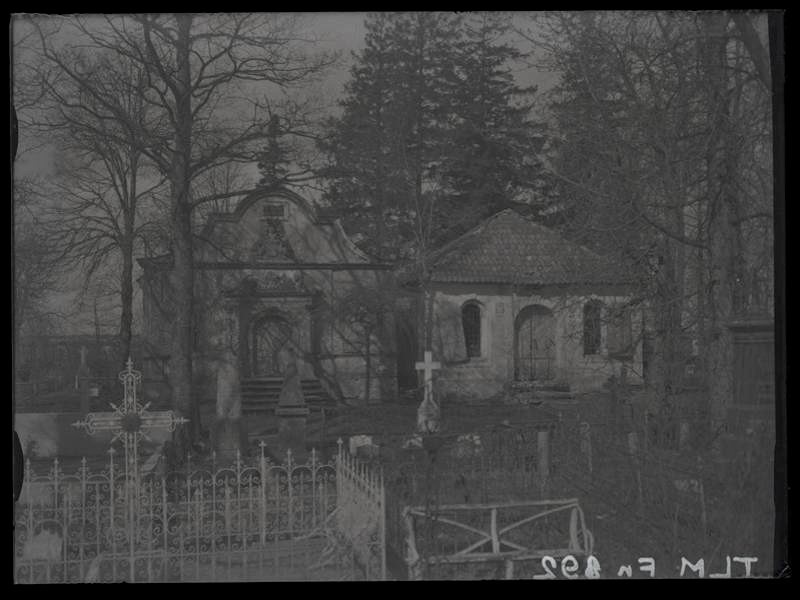
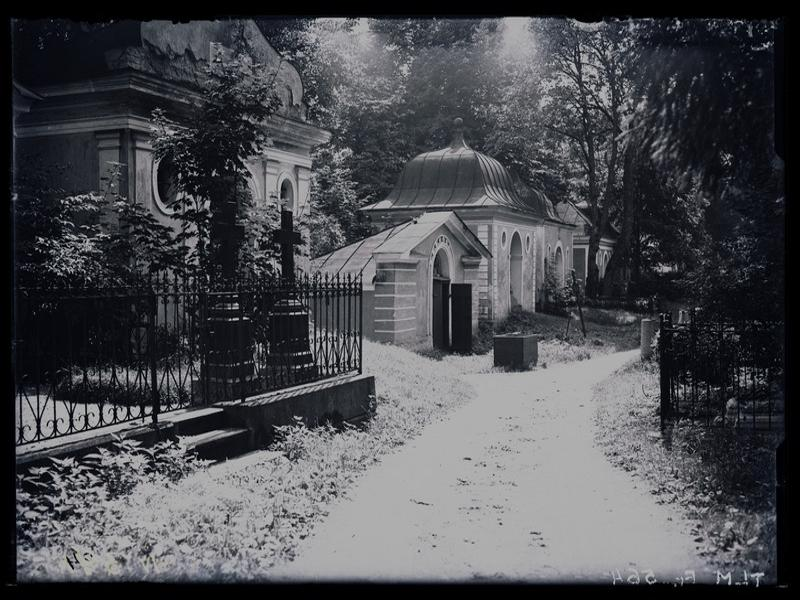
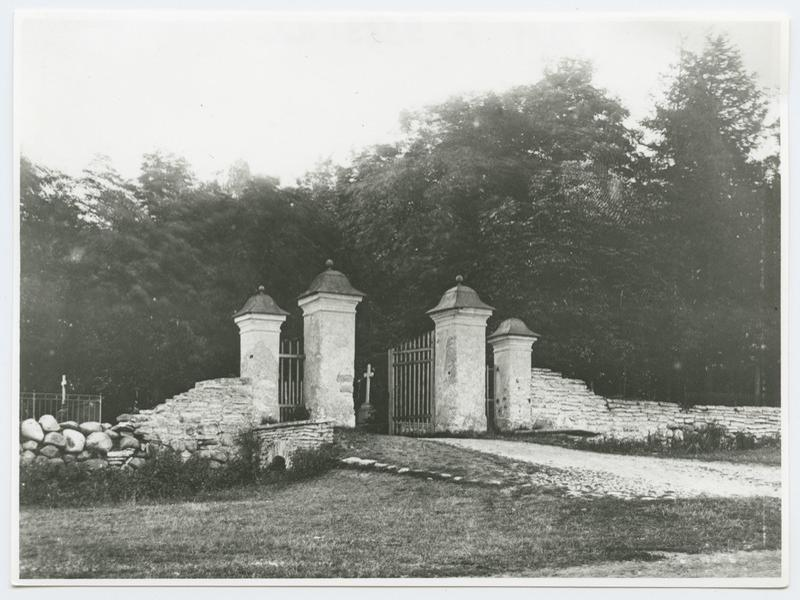
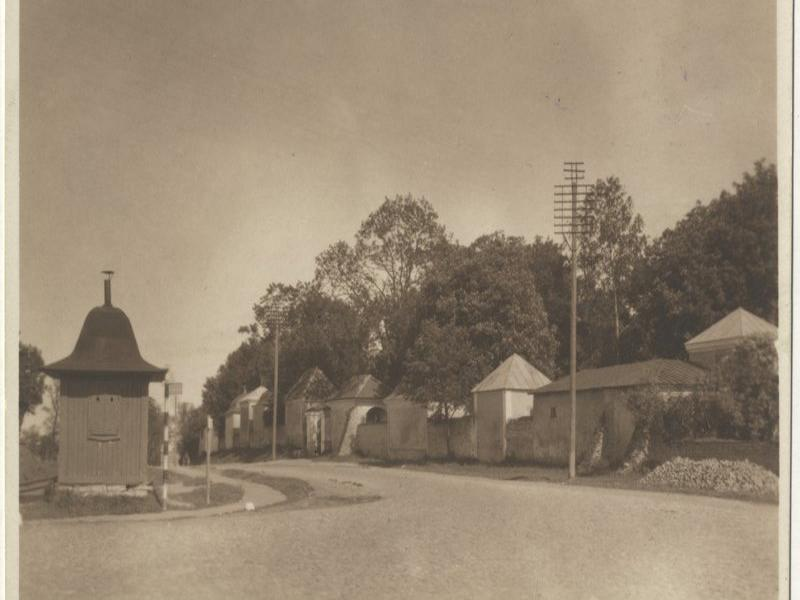
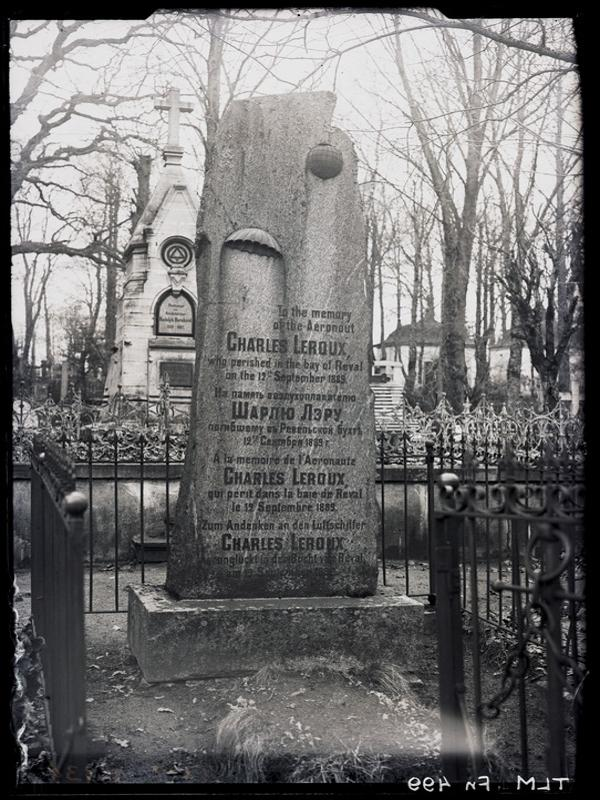
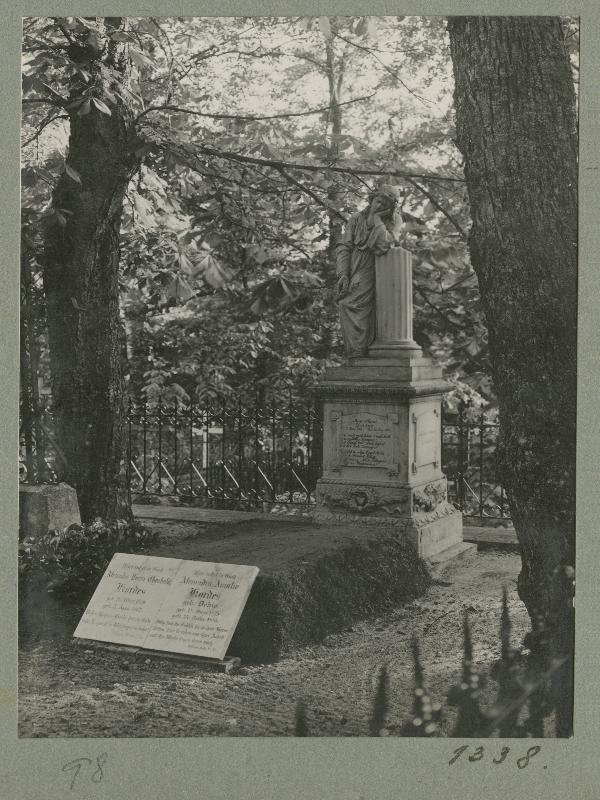

## Ликвидация кладбища
В 1950 году кладбище было закрыто советскими властями, а в 1951 году ликвидировано. Так же было снесено кладбище воинов Северо-Западной армии.
В 1951 году на кладбище Метсакальмисту с кладбища Копли были перенесены могилы известных эстонских деятелей культуры: писателя Эдуарда Борнхёэ, актрисы Нетти Пинна, актрисы Эрики Михкельсон (Тетцки) и композитора Константина Тюрнпу.
На территории бывшего кладбища был создан Коплиский парк развлечений (эст. Kopli lõbustuspark).

## Текущий статус
В 1993 году кладбище Копли было внесено в Государственный регистр памятников культуры Эстонии как памятник истории. В 2006 году завершились масштабные работы по благоустройству его территории, в ходе которых был создан общественный парк с фонтаном-мемориалом, изгородями, освещаемыми дорожками, скамейками, детской площадкой и информационными стендами.
Единственные сохранившиеся свидетельства о тех, кто был похоронен там, состоят из записей в метрических книгах захоронений и некоторых старых карт этой местности в архиве Таллина. Однако ещё в 1980-х годах была заметна перекошенная могильная плита возле ограды вдоль улицы Пелгуранна.
О прошлом парка напоминает установленный на центральной аллее мемориал в виде большого бассейна с циркулирующим в нём потоком воды.

## Часовня святого Георгия
С инициативой восстановить на кладбище снесённую советскими властями часовню святого Георгия выступили жители Таллина. Идею поддержала православная церковь, а также городские власти.
27 января 2022 года, в присутствии мэра Таллина, состоялась закладка краеугольного камня восстанавливаемой часовни святого Георгия (эст. Püha Jüri kabel) в память о воинах Северо-Западной армии. 2 июня 2022 года над куполом часовни был водружен крест. Церемонию освящения креста провёл митрополит Таллинский и всея Эстонии Евгений (ЭПЦ МП).
Церемония освящения восстановленной по сохранившимся чертежам часовни была проведена 16 декабря 2022 года. На часовне установлен целиком отлитый купол весом около 3,2 тонны. На своё место в часовне вернулась отреставрированная в 2013 году икона великомученика Георгия Победоносца. Стоимость строительных работ составила 530 000 евро.

Парк кладбища Копли в 2010-х годах
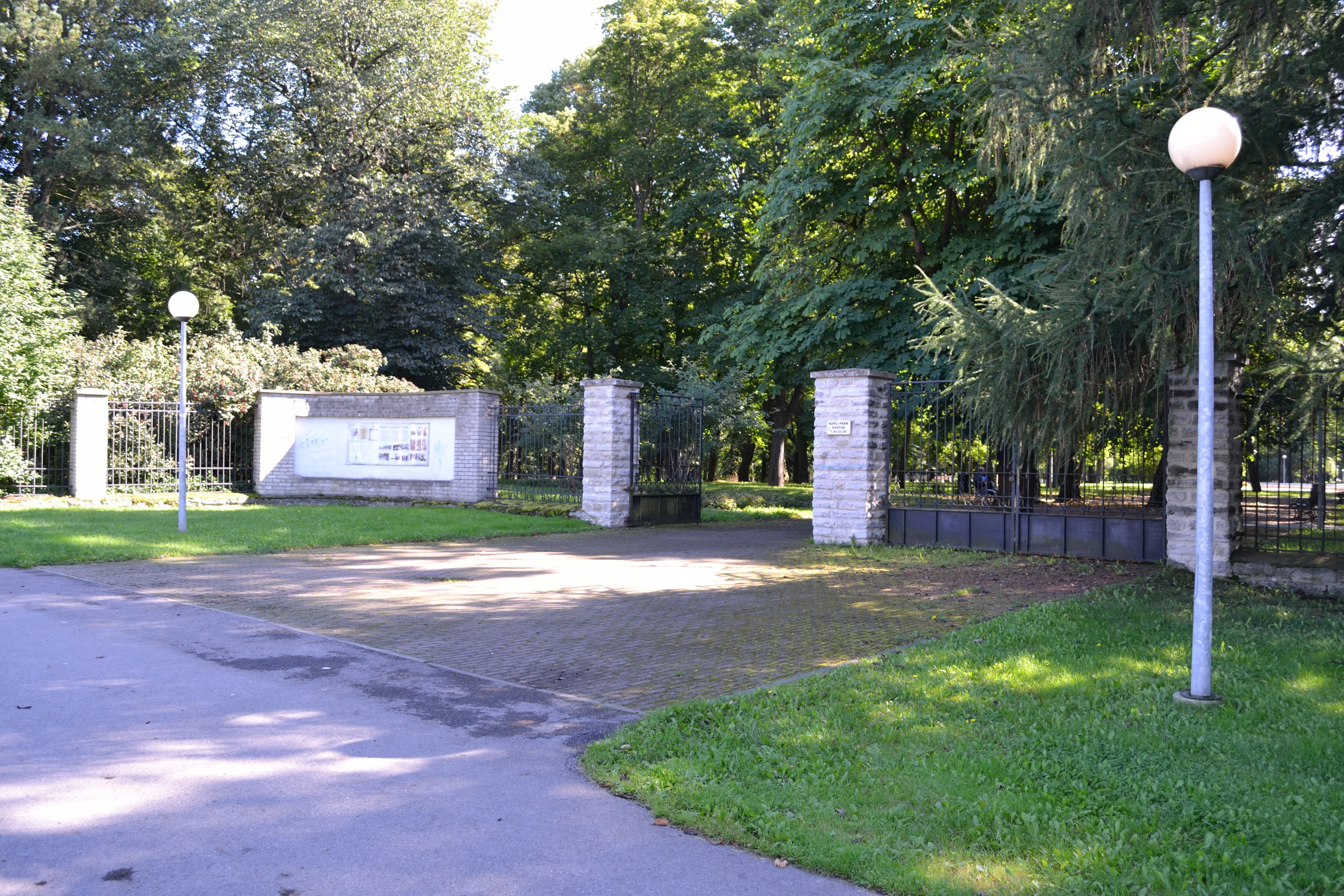
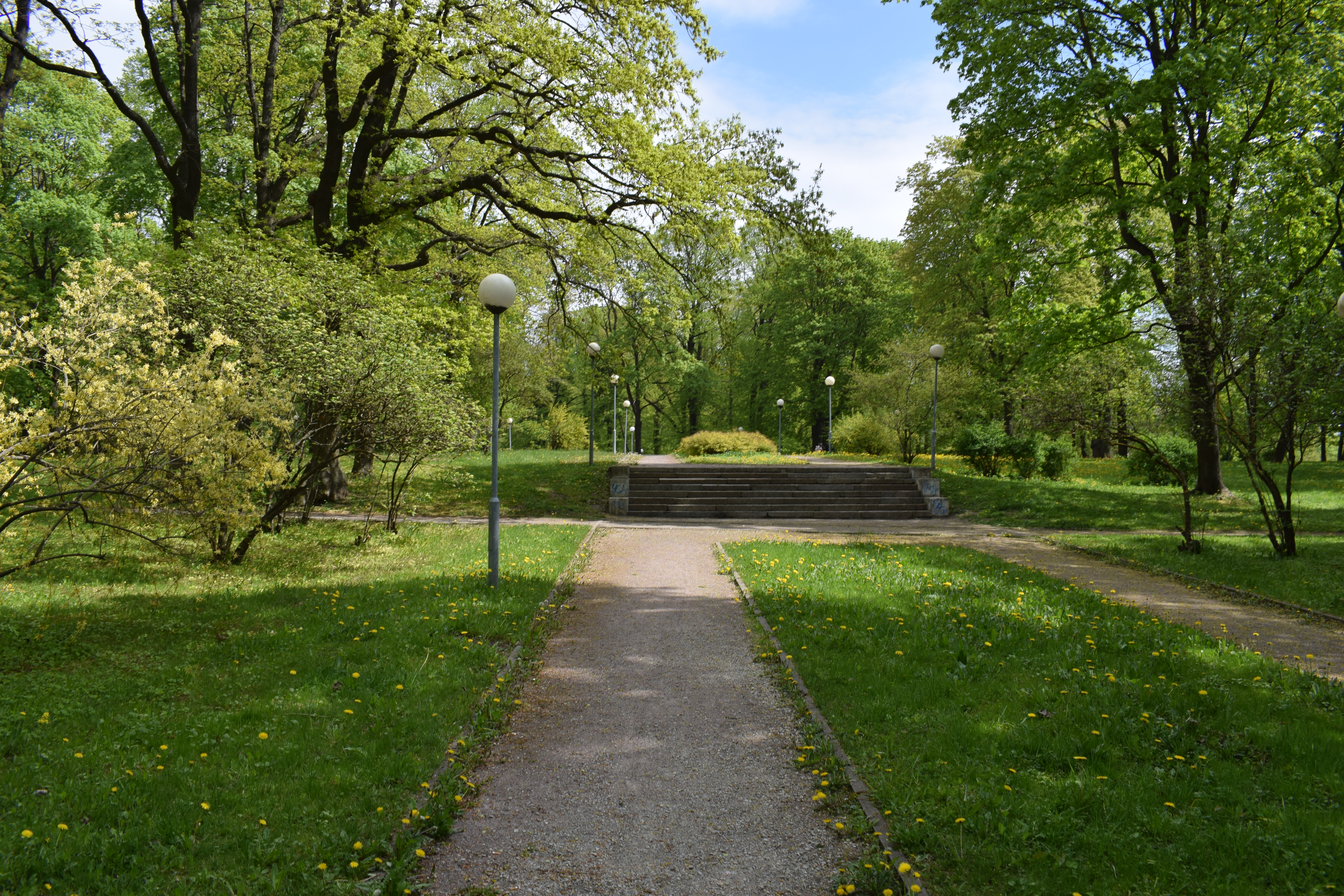
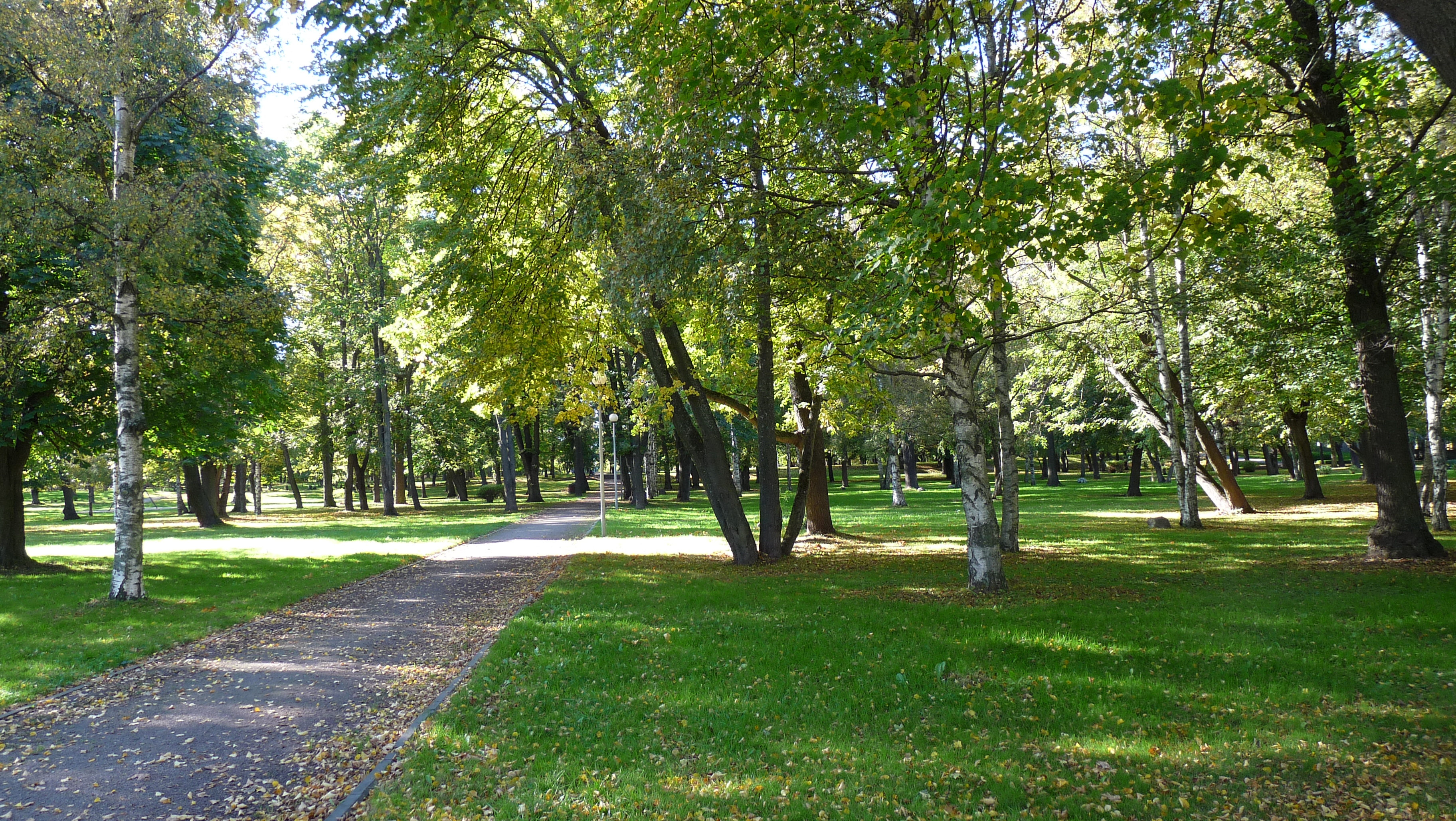
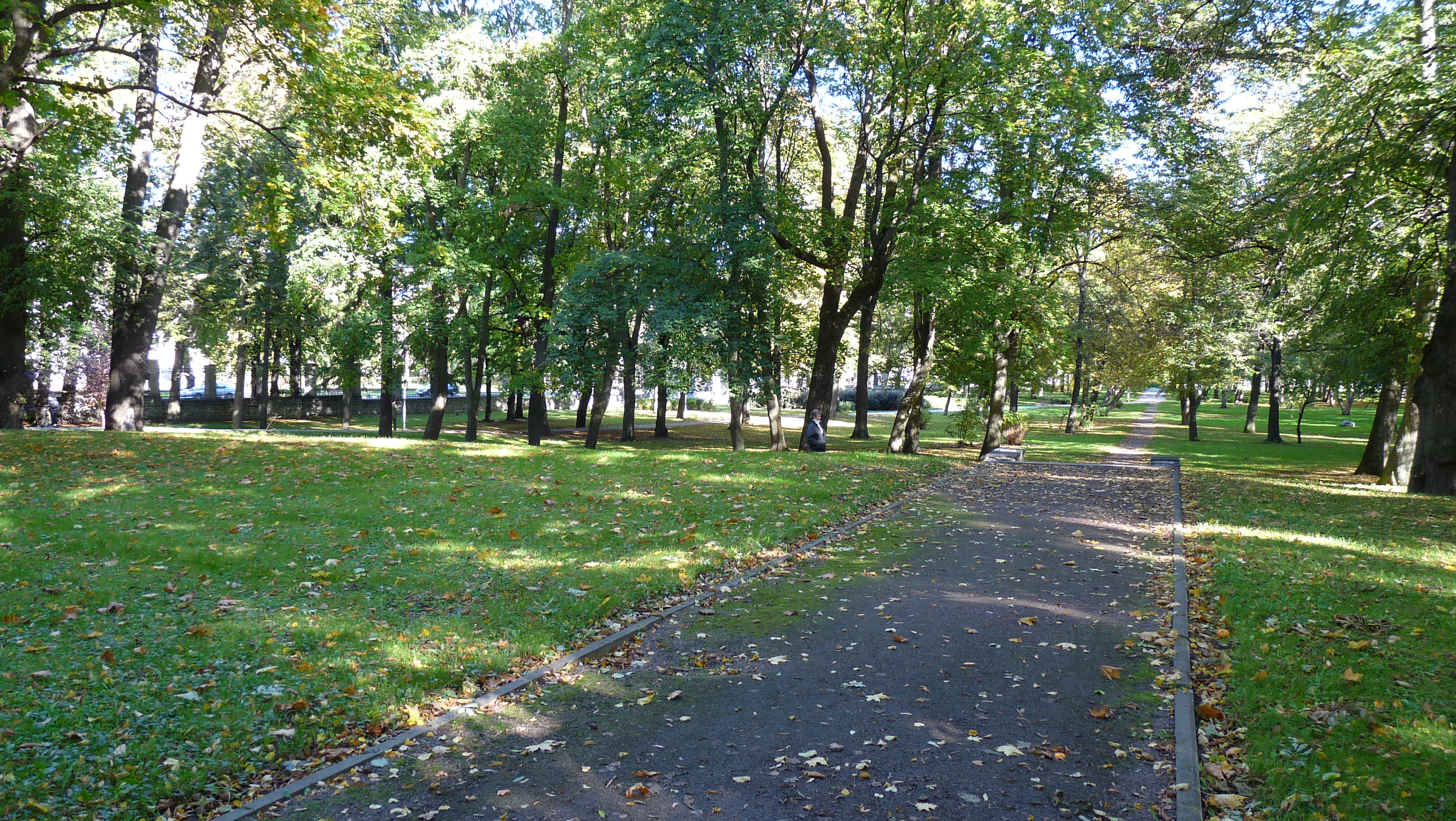
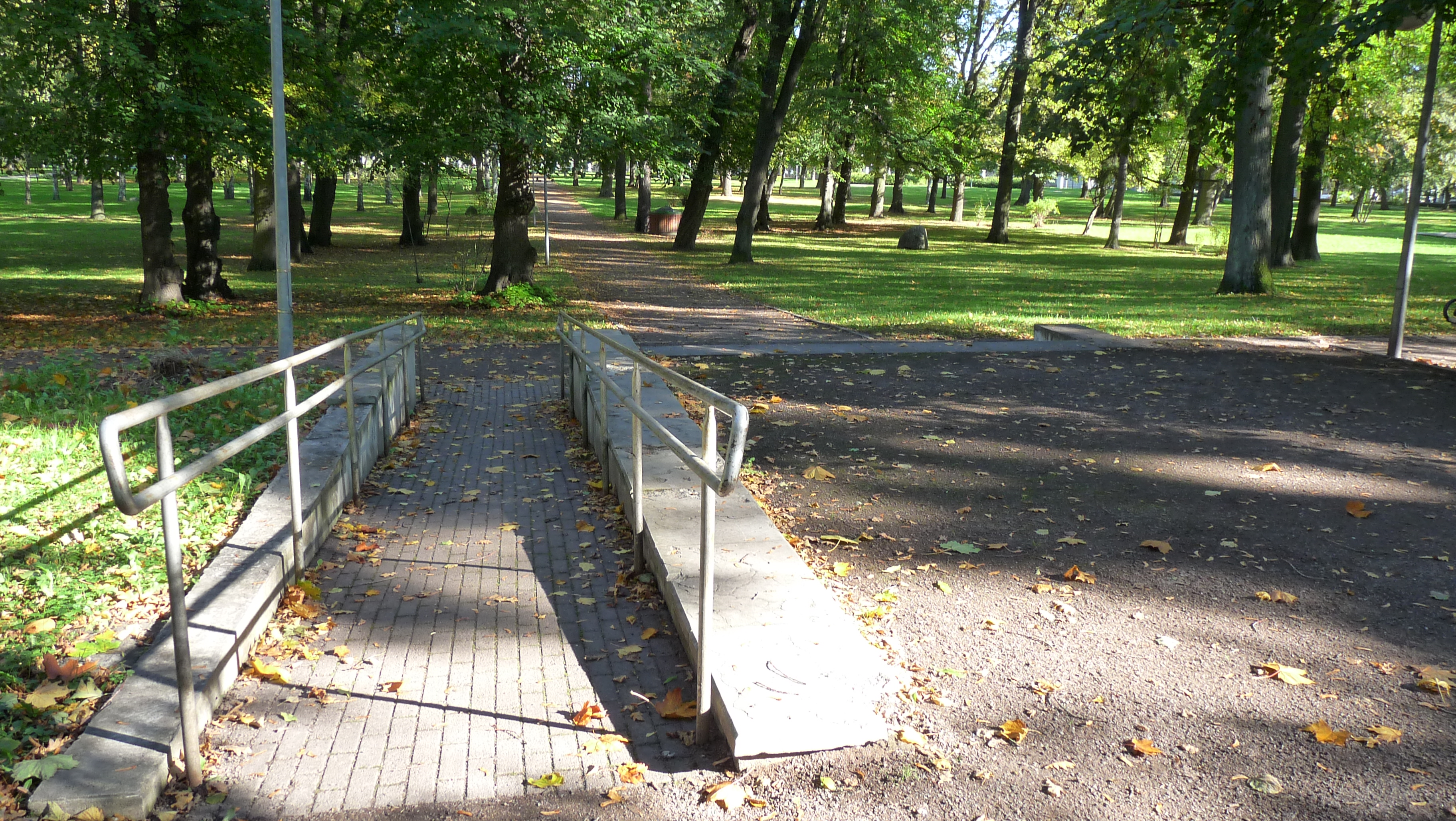

## Известные погребения (до 1950 года)
Среди тысяч захороненных на кладбище Копли были следующие лица:
- Некоторые члены семьи Бурхард, владельцев и управителей ратушной аптеки в Таллине[17]
- Софи Тик[англ.] (1775—1833), немецкая писательница и поэтесса
- Гертруда Элизабет Мара (1749—1833), немецкая оперная певица
- Логин Петрович Гейден (1773—1850), русский адмирал голландского происхождения
- Карл Юлиус Альберт Паукер (1798—1856), историк родом из балтийских немцев[17]
- Франс Клюге, издатель[17]
- Густав Гиппиус (1792—1856), художник-портретист[17]
- Карл Фридрих Вильгельм Русвурм (1812—1883), историк балтийских немцев, этнограф и фольклорист[17]
- Карл фон Кюгельген (1772—1832), русский художник[17]
- Шарль Леру (1856—1889), американский воздухоплаватель и парашютист[17]
- Эдуард Борнхёэ (1862—1923), эстонский писатель (перезахоронен на Лесном кладбище)[17]
- Рудольф Карл Георг Леберт[фр.] (1858—1928), фармацевт и ботаник[17]
- Константин Тюрнпу[эст.] (1865—1927), композитор, дирижер и органист (перезахоронен на Лесном кладбище)[17]
- Артур Корьюс (1870—1936), эстонский военный офицер, отец оперной певицы Милицы Корьюс[17]
- Нетти Пинна (1883—1937), эстонская актриса, жена актёра Пауля Пинна (перезахоронена на Лесном кладбище)[17]

## В литературе
Кладбище несколько раз упоминается в сборнике коротких рассказов «Der Tod von Reval» («Смерть из Ревеля») писателя Вернера Бергенгрюна балтийско-немецкого происхождения.